# Bandajuveltrast
Bandajuveltrast (Pitta vigorsii) är en nyligen urskild fågelart i familjen juveltrastar inom ordningen tättingar.

## Utbredning och systematik
Arten förekommer i Indonesien, på öar som kantar Bandasjön i söder och öster, från Banda-, Watubela- och Kaiööarna till Tanimbaröarna, Babar, Sermata, Damar och Romang. Tidigare behandlades den som underart till praktjuveltrast (Pitta elegans), men urskiljs numera vanligen som egen art.

## Status
IUCN kategoriserar den som livskraftig.